# Alpha Baltic-Maratoni.lv
Alpha Baltic-Maratoni.lv is een Letse continentale wielerploeg, uitkomend in de continentale circuits van de UCI. 

## Bekende renners
- Erki Pütsep (2011-2013)

## 2015
| Naam                | Geboortedatum    | Nationaliteit | Ploeg 2014             |
| ------------------- | ---------------- | ------------- | ---------------------- |
| Maris Bogdanovics   | 19 november 1991 | Letland       |                        |
| Ansis Bremanis      | 15 februari 1994 | Letland       |                        |
| Sandis Eislers      | 2 juli 1993      | Letland       |                        |
| Ingus Eislers       | 28 januari 1988  | Letland       |                        |
| Vitalijs Kornilovs  | 17 juli 1979     | Letland       |                        |
| Arnis Lazdins       | 8 januari 1996   | Letland       | Neo                    |
| Viesturs Lukševics  | 16 april 1987    | Letland       | Amore & Vita-Selle SMP |
| Kristofers Racenajs | 13 december 1985 | Letland       |                        |
| Martins Savickis    | 03 januari 1993  | Letland       |                        |
| Kaspars Sergis      | 12 juni 1992     | Letland       |                        |
| Lauris Spillers     | 19 februari 1974 | Letland       |                        |
| Martins Trautmanis  | 7 juli 1988      | Letland       | Geen                   |

## 2014
| Naam                             | Geboortedatum    | Nationaliteit | Ploeg 2013     |
| -------------------------------- | ---------------- | ------------- | -------------- |
| Krisjanis Beitans (vanaf 01/10)  | 11 december 1994 | Letland       | Rietumu-Delfin |
| Indulis Bekmanis                 | 21 februari 1989 | Letland       |                |
| Marius Bernatonis (tot 10/09)    | 1 mei 1987       | Litouwen      | Team 3M        |
| Maris Bogdanovics                | 19 november 1991 | Letland       |                |
| Ansis Bremanis                   | 15 februari 1994 | Letland       |                |
| Kristaps Budenieks (vanaf 25/04) | 24 januari 1995  | Letland       | Neo            |
| Sandis Eislers                   | 2 juli 1993      | Letland       | Rietumu-Delfin |
| Ingus Eislers                    | 28 januari 1988  | Letland       |                |
| Deins Kanepejs                   | 5 oktober 1995   | Letland       | Neo            |
| Vitalijs Kornilovs               | 17 juli 1979     | Letland       |                |
| Kristofers Racenajs              | 13 december 1985 | Letland       |                |
| Rigo Raim                        | 20 juli 1987     | Estland       | Neo            |
| Martins Savickis                 | 03 januari 1993  | Letland       |                |
| Kaspars Sergis                   | 12 juni 1992     | Letland       |                |
| Lauris Spillers                  | 19 februari 1974 | Letland       |                |
| Arnis Zecmanis (vanaf 01/08)     | 5 april 1995     | Letland       | Neo            |

## 2013
| Naam                         | Geboortedatum    | Nationaliteit | Ploeg 2012     |
| ---------------------------- | ---------------- | ------------- | -------------- |
| Reinis Andrijanovs           | 09 april 1988    | Letland       |                |
| Bremanis Ansis               | 15 februari 1994 | Letland       | Neo            |
| Indulis Bekmanis             | 21 februari 1989 | Letland       | Rietumu-Delfin |
| Maris Bogdanovics            | 19 november 1991 | Letland       |                |
| Ingus Eislers                | 28 januari 1988  | Letland       |                |
| Emils Liepins                | 29 oktober 1992  | Letland       | Rietumu-Delfin |
| Matis Preimanis (tot 5 juli) | 06-09-1991       | Letland       |                |
| Erki Pütsep                  | 25 mei 1976      | Estland       |                |
| Kristofers Racenajs          | 13 december 1985 | Letland       |                |
| Martins Savickis             | 03 januari 1993  | Letland       |                |
| Kaspars Sergis               | 12 juni 1992     | Letland       | Rietumu-Delfin |
| Lauris Spillers              | 19 februari 1974 | Letland       |                |
| Kornilovs Vitalijs           | 17 juli 1979     | Letland       |                |